# Stelios Konstandas
Stelios Konstandas (gr. Στέλιος Κωνσταντάς; ur. 28 listopada 1982 w Larnace) – cypryjski piosenkarz.

## Życiorys
Rozpoczął karierę muzyczną w 1997 od występu w krajowych eliminacjach do 42. Konkursu Piosenki Eurowizji, w których z utworem „I gramitis dropi” zajął drugie miejsce. Piosenką zapowiadał swój debiutancki album studyjny pt. Majewome, który wydał w 1998. W następnym roku z utworem „Metismeno fengari” zajął czwarte miejsce w finale cypryjskich eliminacji do Eurowizji i wydał album pt. Me ksechnai.
W maju 2003, reprezentując Cypr z utworem „Feeling Alive”, zajął 20. miejsce w finale 48. Konkursu Piosenki Eurowizji w Rydze; jego utwór był 900. piosenką zaprezentowaną w historii konkursu.

## Życie prywatne
W 2002 przeprowadził się do Grecji, gdzie mieszka z żoną i trójką dzieci.

## Dyskografia
Albumy studyjne
- Majewome (1998)
- Me ksechnai (1999)